# Eduardo e Cristina
Eduardo e Cristina és una òpera en dos actes composta per Gioachino Rossini sobre un llibret italià d'Andrea Leone Tottola i Gherardo Bevilacqua-Aldobrandini, basat en el llibret d'Odoardo e Cristina (1810) de Giovanni Schmidt per a una òpera de Stefano Pavesi. S'estrenà al Teatro San Benedetto de Venècia el 24 d'abril de 1819.
Aquesta obra de pastitx va ser composta amb molta pressa per a una primera actuació concertada menys d'un mes després de l'estrena d'⁣Ermione. Rossini va agafar en préstec "19 dels 26 números musicals" d'altres obres seves, com Adelaide di Borgogna, Ricciardo e Zoraide, així com la mateixa Ermione.
Després de l'estrena, es va oferir 24 representacions aquella temporada abans de ser reviscuda l'any següent a la més prestigiosa La Fenice. Irònicament, tot i que Ermione no va ser especialment ben rebuda, "Eduardo i Christina va ser un gran èxit". Pel que sembla, la primera actuació va tenir tan bona acollida que va durar sis hores, donat el gran nombre de bisos.

## Representacions

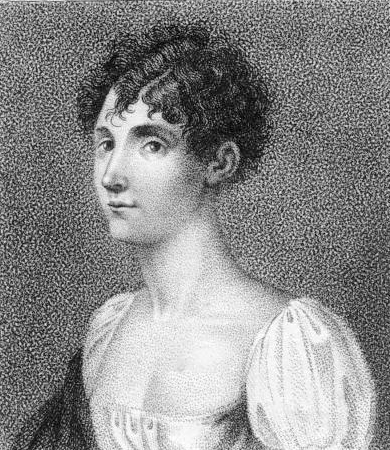
Rosa Morandi va crear el paper de Cristina

L'òpera va rebre produccions en altres llocs d'Europa fins al 1840, però després d'això semblen haver estat molt rares. Va ser estrenada el 25 de novembre de 1834 a Nova York, A diferència de la majoria de les òperes napolitanes de Rossini, aquesta va ser "fortament alterada de revival en revival". Entre altres produccions, l'òpera es va representar al festival Rossini in Wildbad el 2017.

## Argument
Lloc: Suècia
Temps: "El passat llunyà"
Eduardo, comandant de l'exèrcit suec, porta notícies de pau i és rebut triomfant pel rei Carlo a Estocolm. Aquell mateix dia, el rei anuncia que la seva filla, Cristina, es casarà amb el príncep Giacomo d'Escòcia. La Cristina, però, ja és secretament la dona de l'Eduardo, i junts tenen un fill petit, Gustavo. La Cristina fa plans per escapar, però durant els preparatius del casament es descobreix el petit Gustavo. La Cristina es proclama la seva mare, encara que no revelarà el nom del pare. Quan l'Eduardo apareix, es revela que és el pare del nen, i la parella il·lícita és conduïda a la presó. Cristina continua rebutjant una proposta de matrimoni a Giacomo, tot i que aquest ha acceptat reconèixer Gustavo com el seu propi fill. Finalment Eduardo és alliberat pel seu amic i company d'armes, el capità Atlei, i junts derroten un atac sorpresa dels russos. Després de la batalla, Eduardo lliura la seva espasa al rei Carles que, tocat, perdona la parella i els concedeix la seva benedicció.

## Estructura
- Simfonia

Acte I
- 1 Introducció Giubila, o patria, omai (Cor, Atlei, Giacomo, Cristina, Carlo)
- 2 Cor, scena i cavatina Serti intrecciar le vergini - Vinsi, ché fui d'eroi (Eduardo)
- 3 Cor i ària O ritiro che soggiorno - È svanita ogni speranza (Cristina)
- 4 Duet In que' soavi sguardi (Cristina, Eduardo)
- 5 Cor Vieni al tempio
- 6 Scena i cavatina D'esempio all'alme infide (Carlo, Cor)
- 7 Final primer A che, spietata sorte (Cor, Carlo, Cristina, Giacomo, Eduardo, Atlei)

Acte II
- 8 Introducció Giorno terribile (Cor)
- 9 Cor Impera severa
- 10 Ària Questa man la toglie a morte (Giacomo)
- 11 Scena i duet Ahi, qual orror, oh stelle! (Cristina, Carlo)
- 12 Cor, scena i cavatina Nel misero tuo stato - La pietà che in sen serbate (Eduardo)
- 13 Scena i duet Arresta il colpo - Ah, nati è ver noi siamo (Cristina, Eduardo, Cor)
- 14 Batalla
- 15 Duet Come? Tu sei? (Carlo, Eduardo)
- 16 Final Or più dolci intorno al core (Carlo, Eduardo, Cristina, Giacomo, Atlei, Cor)[6]

## Enregistraments
| Any  | Elenc (Carlo, Cristina, Eduardo, Giacomo, Atlei)                                 | Director, Teatre d'òpera i orquestra                                                                  | Segell                                    |
| ---- | -------------------------------------------------------------------------------- | --- | ----------------------------------------- |
| 1997 | Omar Jara, Carmen Acosta, Eliseda Dumitru, Konstantin Gorny, Jorge Orlando Gómez | Francesco Corti, I Virtuosi di Praga (Enregistrament d'una representació al Wildbad Festival, juliol) | Àudio CD: Bongiovanni Cat: GB 2205/2206-2 |